# 아산 공세리성당
아산 공세리성당(牙山 貢稅里聖堂)은 대한민국 충청남도 아산시 인주면에 있는 조선 시대의 로마 가톨릭 성당이다. 1998년 7월 28일 충청남도의 기념물 제144호로 지정되었다.

## 개요
인주면 공세리 언덕에 자리하고 있는 천주교 성당이다.
130여 평 규모에 본당·사제당·피정의 집·회합실 등의 건물이 있고 병인박해 때 순교한 3인의 묘가 조성되어 있다. 본당은 1층 적벽돌 건물로, 정면에는 높은 첨탑이 있고, 내부에는 무지개 모양의 회색 천장이 마련되어 있다. 사제관은 2층 벽돌 건물로, 정면이 팔자(八)계단으로 2층을 오르게 되어있으며, 계단 아래에 1층 입구를 두었다.
1894년 교회를 설립하였고, 1897년에 사제관을 세웠으며, 1922년 연와조 고딕양식의 근대식성당을 완성하였다. 수백년 된 나무로 둘러싸여 있어 주위 경관이 매우 아름다운 천주교의 성지라 할 수 있다.

## 참고 자료
- 아산공세리성당 - 국가유산청 국가유산포털